# Impulsoperator
De impulsoperator in de kwantummechanica
{\displaystyle {\hat {p}}=-i\hbar \nabla }
correspondeert met de impuls
{\displaystyle p=mv}
in de klassieke mechanica. De {\displaystyle \nabla } is de nabla. De impulsoperator wordt gebruikt in het hamiltonformalisme. De hamiltoniaan van een klassiek deeltje kan worden vertaald in de hamiltoniaan van een kwantumdeeltje door substitutie.
De hamiltoniaan van een deeltje met kinetische energie {\displaystyle T={\tfrac {1}{2}}\ m\ v^{2}} en potentiële energie {\displaystyle U} is klassiek
{\displaystyle H=T+U=p^{2}/2m+U}
zodat de hamiltoniaan in de (niet-relativistische) kwantummechanica is
{\displaystyle {\hat {H}}=-{\hbar ^{2} \over 2m}\nabla ^{2}+U}.

## Theorie
Klassiek volgt uit de hamiltoniaan {\displaystyle H(p,x)} de bewegingsvergelijking in één dimensie
{\displaystyle {\dot {p}}=-{\partial H \over \partial x}=-{dU \over dx}=F}
waarin F de kracht op een deeltje is.
Kwantummechanisch bepaalt {\displaystyle {\hat {H}}} in de tijdonafhankelijke schrödingervergelijking de golffunctie {\displaystyle \psi } van een deeltje met energie E 
{\displaystyle {\hat {H}}\psi =E\psi }.
De schrödingervergelijking is in de kwantummechanica wat de eerste wet van Newton is in de klassieke mechanica.
De impulsoperator {\displaystyle {\hat {p}}} is in overeenstemming met de de Broglie's vergelijking
{\displaystyle p=\hbar k} waarin {\displaystyle k} het golfgetal is van een deeltje.
De golffunctie heeft de vorm {\displaystyle \psi \sim e^{ikx}=e^{ipx/\hbar }} dus
{\displaystyle {d\psi  \over dx}={i \over \hbar }p\psi \quad {\hbox{of}}\quad {\hat {p}}\psi =-i\hbar {d\psi  \over dx}=p\psi };
{\displaystyle p} is de eigenwaarde van de operator {\displaystyle {\hat {p}}}.
In drie dimensies is de theorie hetzelfde. {\displaystyle p} en {\displaystyle x} zijn dan vectoren en {\displaystyle d/dx} is de nabla operator.

## Toepassingen
Het tunneleffect en de harmonische oscillator worden met behulp van de impulsoperator beschreven.

### Tunneleffect
Laat vrije elektronen, U=0, met energie E op een potentiaal barrière V>E stuiten.
{\displaystyle U=0,\;x<0}
{\displaystyle U=V,\;x>0}
Voor {\displaystyle x<0} is de schrödingervergelijking
{\displaystyle \psi _{l}''+(2mE/\hbar ^{2})\psi _{l}=0}
een golfvergelijking met oplossing
{\displaystyle \psi _{l}=Ae^{i\alpha x}+Be^{-i\alpha x},\;\alpha ={\sqrt {2mE}}/\hbar }.
Omdat {\displaystyle \psi _{l}\not \to 0} voor {\displaystyle x\to -\infty } is het geen acceptabele golffunctie maar wel bruikbaar om reflectie en transmissie te berekenen. {\displaystyle \psi _{l}} is geen kwantummechanische beschrijving van een elektron maar van een elektronbundel.
Voor {\displaystyle x>0} is de schrödingervergelijking
{\displaystyle \psi _{r}''={2m(V-E) \over \hbar ^{2}}\psi _{r}}
met oplossing
{\displaystyle \psi _{r}=Ce^{\beta x}+De^{-\beta x},\;\beta ={\sqrt {2m(V-E)}}/\hbar }.
C=0 zodat {\displaystyle \psi _{r}\to 0} voor {\displaystyle x\to \infty }. 
De twee oplossingen moeten in x=0 glad aan elkaar passen:
{\displaystyle \psi _{l}(0)=\psi _{r}(0),\;\psi _{l}'(0)=\psi _{r}'(0)}.
Daaruit volgt:
{\displaystyle {B \over A}={i\alpha +\beta  \over i\alpha -\beta },\;{D \over A}={2i\alpha  \over i\alpha -\beta }}.
{\displaystyle |B/A|=1} dus is er totale reflectie van de bundel. {\displaystyle \psi _{l}} is een staande golf.
{\displaystyle |D/A|\neq 0} dus is er penetratie van de bundel. Elektronen hebben een exponentieel afnemende kans {\displaystyle \psi _{r}^{2}} te komen in x>0 die klassiek ontoegankelijk is.

### Harmonische oscillator
Een elektron waarop een kracht {\displaystyle -sx} werkt bij uitwijking {\displaystyle x} van het evenwichtspunt {\displaystyle x=0} slingert met frequentie {\displaystyle \omega ={\sqrt {s/m}}}. De potentiële energie U=½sx², dus de hamiltoniaan in de kwantummechanica is
{\displaystyle {\hat {H}}=-{\hbar ^{2} \over 2m}{d^{2} \over dx^{2}}+{s \over 2}x^{2}}.
De tijdonafhankelijke schrödingervergelijking heeft alleen acceptabele oplossingen voor de golffunctie {\displaystyle \psi } als de elektronenergie E waarden heeft
{\displaystyle E_{n}=(n+1/2)\hbar \omega ,\;n=0,1,2,\cdots }
De bijbehorende golffuncties zijn:
{\displaystyle \psi _{n}(x)={\frac {1}{\sqrt {2^{n}\,n!}}}\left({\frac {m\omega }{\pi \hbar }}\right)^{1/4}e^{-m\omega x^{2}/2\hbar }H_{n}\left({\sqrt {\frac {m\omega }{\hbar }}}x\right),\;n=0,1,2,\cdots }
De functies Hn zijn Hermite polynomen:
{\displaystyle H_{n}(x)=(-1)^{n}e^{x^{2}}{\frac {d^{n}}{dx^{n}}}\left(e^{-x^{2}}\right)}
De eerste twee golffuncties zijn:
{\displaystyle \psi _{0}=(m\omega /\pi \hbar )^{1/4}e^{-m\omega x^{2}/2\hbar }},
{\displaystyle \psi _{1}=(m\omega /4\pi \hbar )^{1/4}2(m\omega /\hbar )^{1/2}e^{-m\omega x^{2}/2\hbar }}.
Hieruit blijken twee dingen:
- De mogelijke E-waarden een discreet spectrum vormen. Klassiek kan het elektron alle waarden E=½sa² hebben (a is de slingeramplitude).
- In de grondtoestand het elektron niet in rust is, {\displaystyle E_{0}} is niet 0. Klassiek is {\displaystyle x=p=0} als de slinger in rust is, maar volgens Heisenberg bestaat die toestand niet. Er is een kans {\displaystyle \psi _{0}^{2}} dat x van 0 verschilt.

### Waterstofatoom
In het waterstofatoom is de hamiltoniaan van het elektron in het Coulombveld van de kern klassiek
{\displaystyle H={p^{2} \over 2m}-{e^{2} \over 4\pi \epsilon _{0}r}}
dus kwantummechanisch
{\displaystyle {\hat {H}}=-{\hbar ^{2} \over 2m}\nabla ^{2}-{e^{2} \over 4\pi \epsilon _{0}r}}.
Voor de oplossing van de tijdonafhankelijke schrödingervergelijking.